# Trochu
Trochu es un pueblo canadiense situado en la provincia de Alberta.

## Superficie
Trochu tiene una superficie de 2,78 km².

## Demografía
En 2021, tenía 998 habitantes, una densidad poblacional de 359,5 hab./km², y 469 viviendas.